# ロートラウト (小惑星)
ロートラウト (874 Rotraut) は小惑星帯に位置する小惑星である。ハイデルベルクのケーニッヒシュトゥール天文台でマックス・ヴォルフによって発見された。
固有名は、スイスの作曲家オトマール・シェックの楽曲のうち、ドイツの詩人エドゥアルト・メーリケが詞を手がけた《メーリケ歌曲集》に収められている『善き慎み』(Holdes Bescheiden) のうち Op.62 のタイトル「美しいロートラウト」 ("Schön Rohtraut") に因む。ロートラウト姫は、作中に登場する王女の名で、リンガング王の娘に当たる。
2009年11月に福島県で掩蔽が観測された。